# Fiat New 500
Fiat New 500 (также известный как Fiat 500e) — городской электромобиль, выпускаемый с 2020 года итальянской компанией Fiat.

## Описание
Впервые Fiat 500e планировалось представить в феврале 2020 года на Женевском автосалоне, однако в связи с пандемией COVID-19 событие было отменено. 4 марта 2020 года автомобиль был представлен в Милане.
Ранее с 2012 по 2019 года под индексом 500e на базе Fiat 500 небольшими партиями выпускались электромобили для рынка США на заводе в Мексике. В июле 2019 года компания FCA объявила о планах инвестировать 700 миллионов евро, чтобы начать производство электромобилей. В октябре 2019 года в строительство завода было инвестировано 50 миллионов евро.
Осенью 2021 года компания FIAT анонсировала Product Red в кузовах хетчбэк и кабриолет с аккумулятором ёмкостью 42 кВт⋅ч. 22 ноября 2022 года компания Abarth представила модель Abarth New 500e Scorpionissima, продажи которой начались в июне 2023 года.

## Технические характеристики
Запас хода Fiat New 500 составляет 320 км по циклу WLTP. Автомобиль оснащён тяговым электродвигателем мощностью 114 кВт (153 л. с.) и крутящим моментом 235 Н⋅м. До 100 км/ч автомобиль разгоняется за 7 секунд.

## Галерея

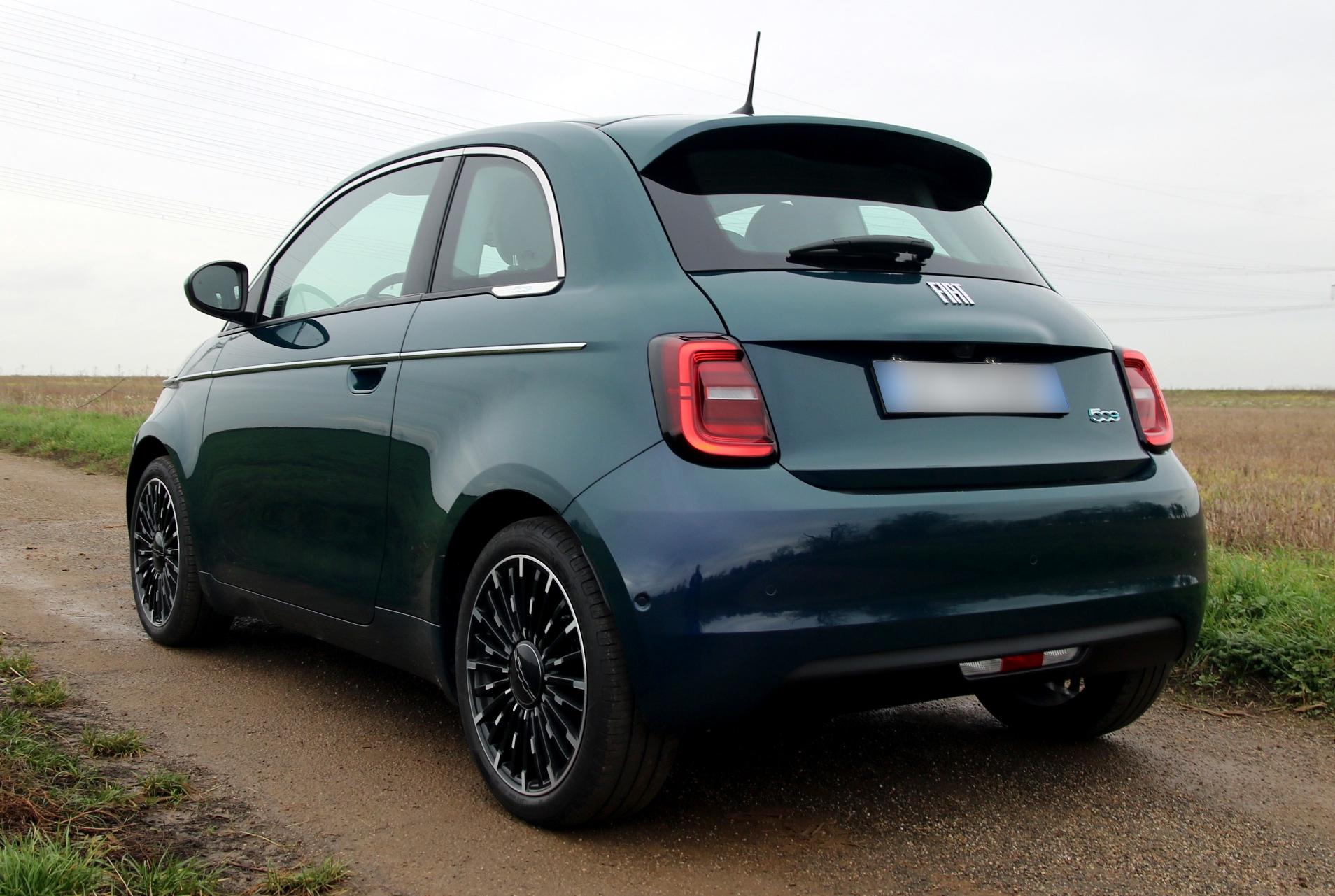
Вид сзади
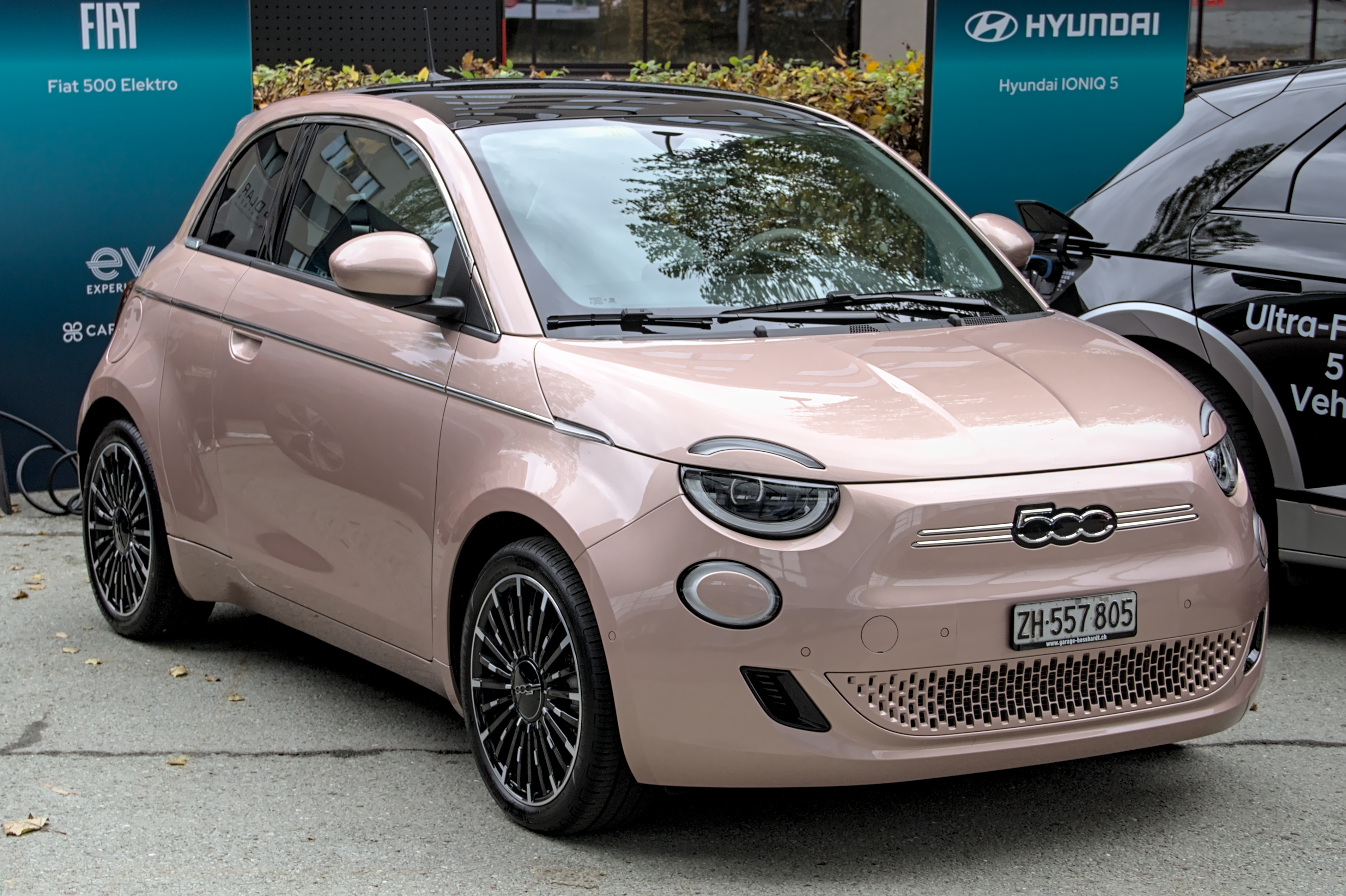
Fiat 500e Trepiuno
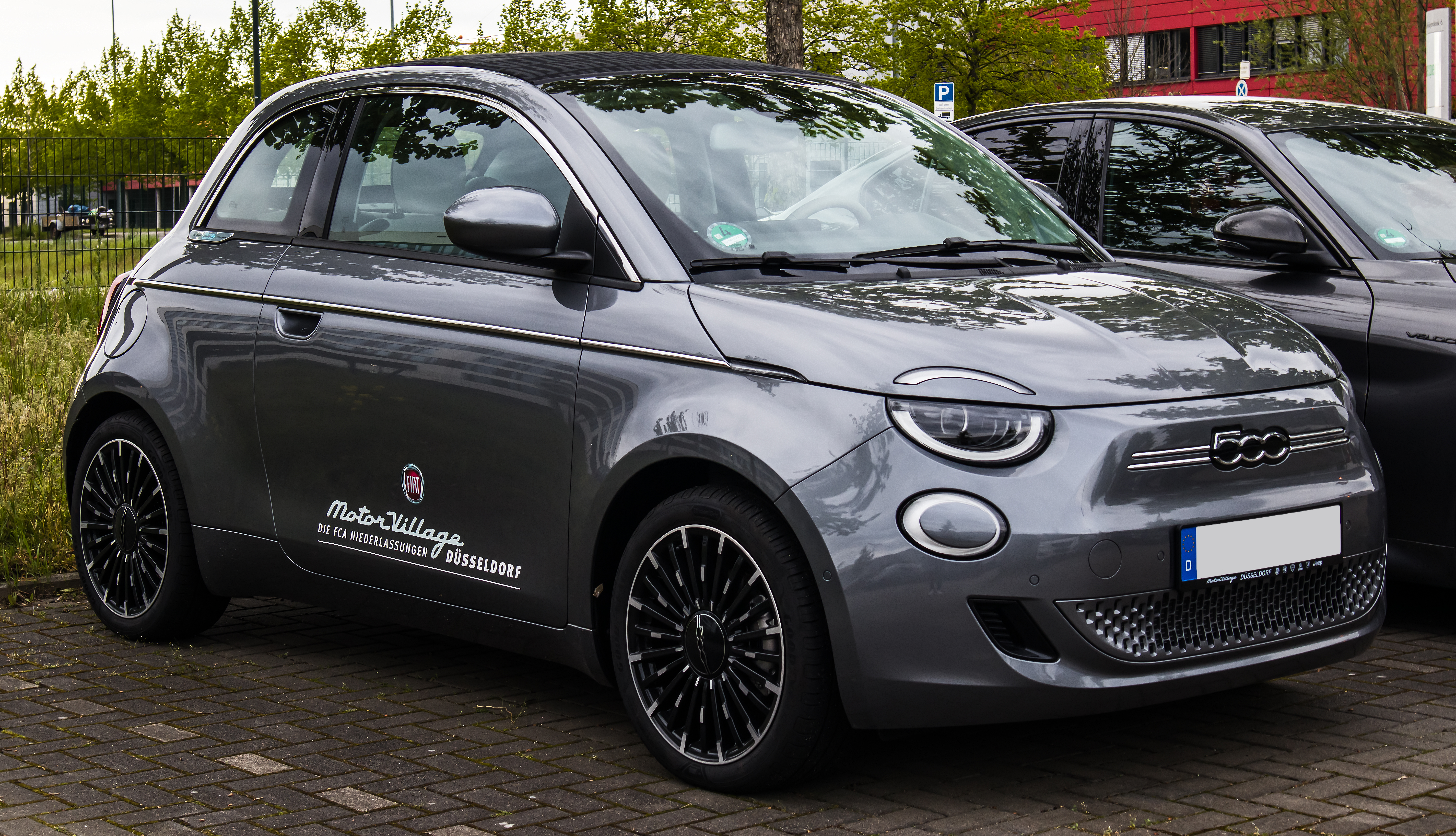
Fiat 500e La Prima
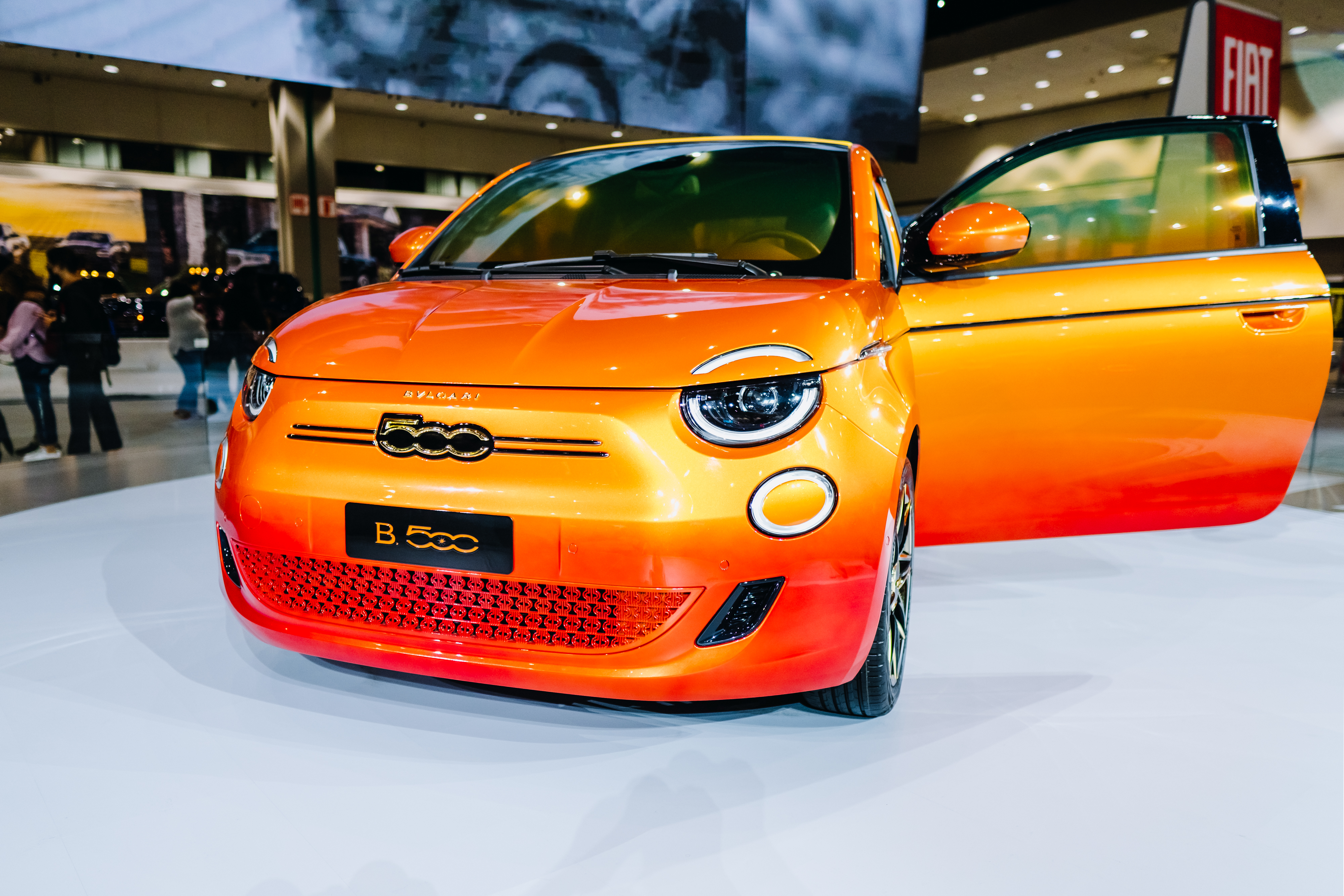
B.500 "MAI TROPPO"
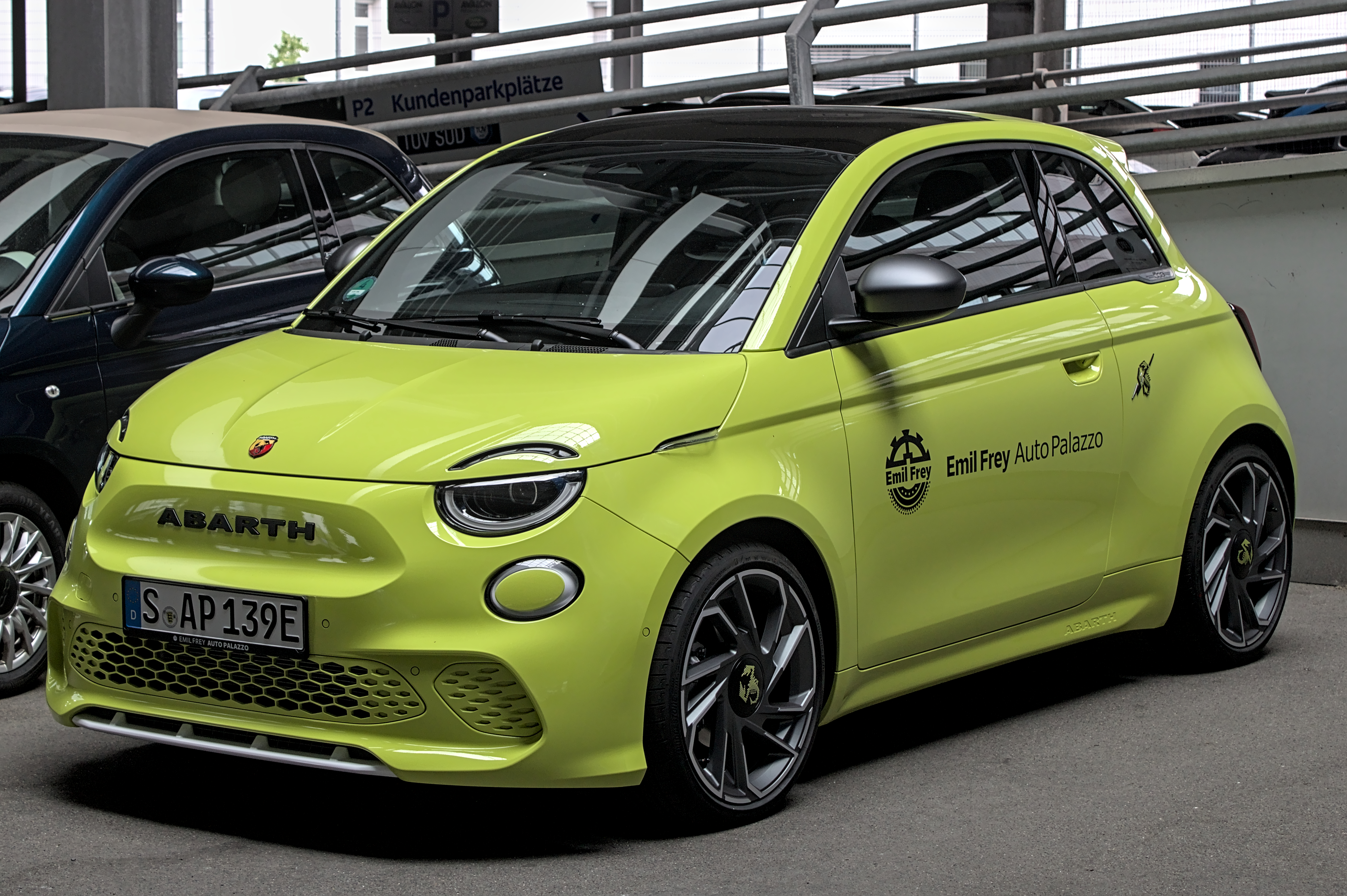
Abarth 500e в Штутгарте
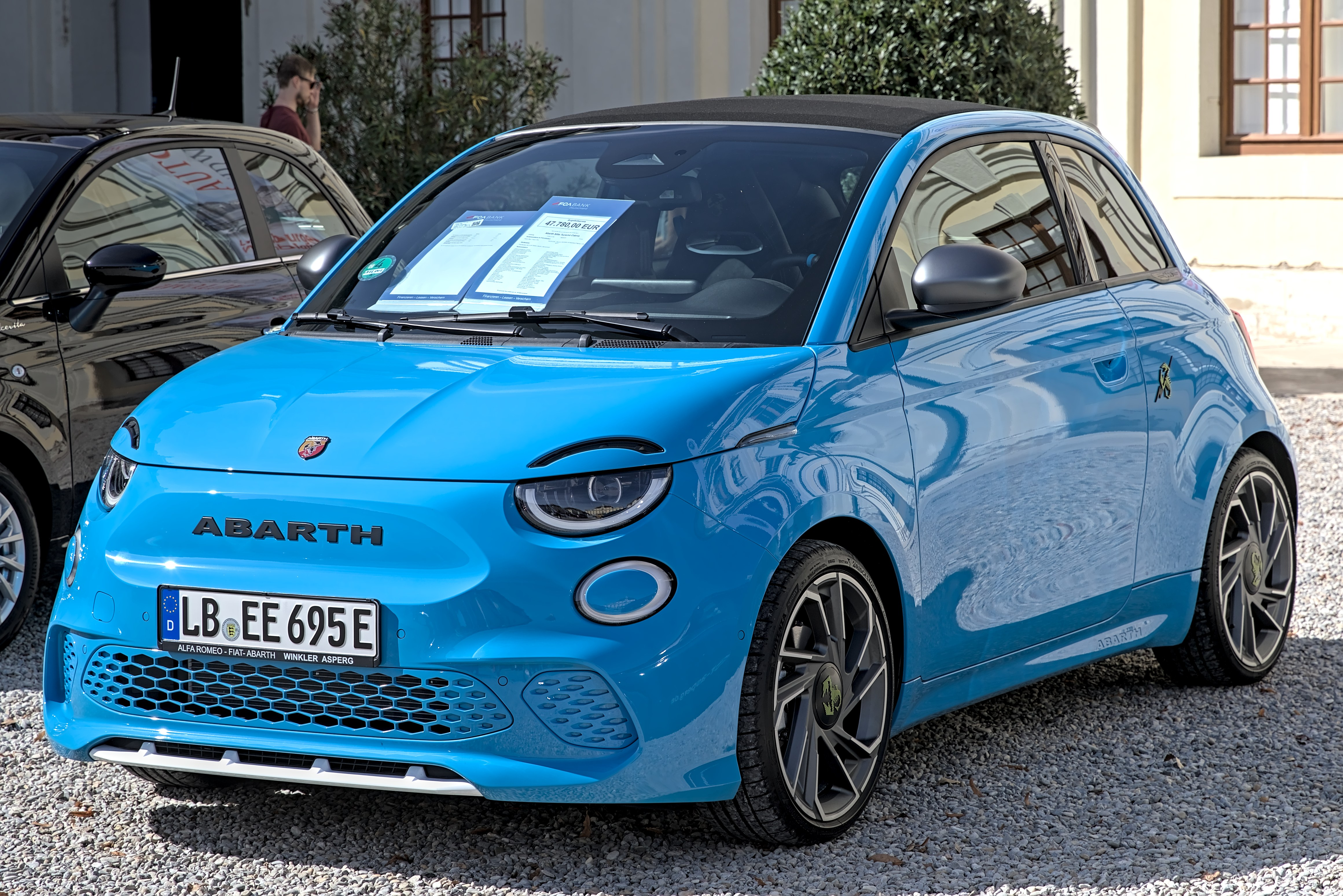
Abarth 500e Cabrio
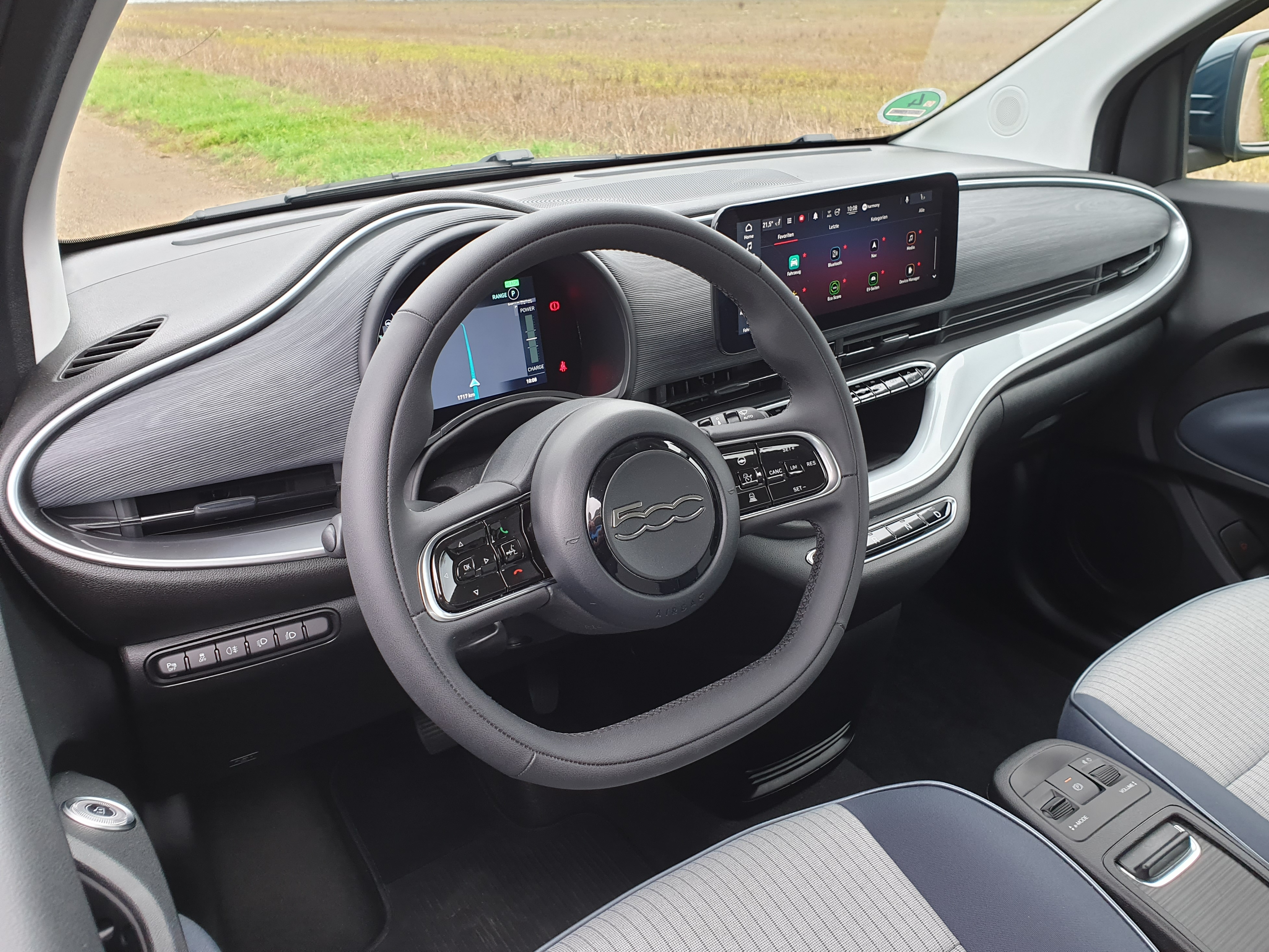
Интерьер
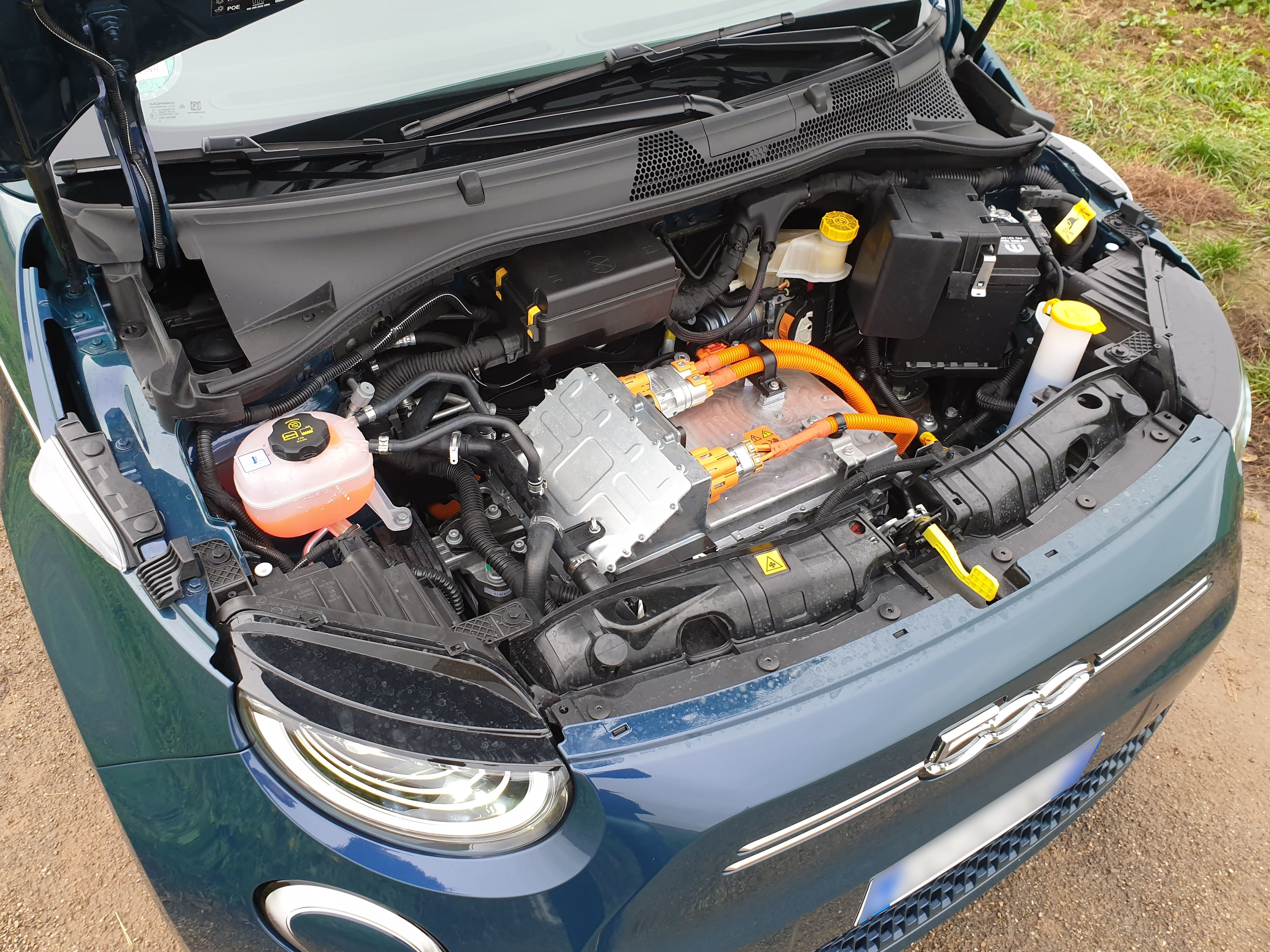
Моторный отсек
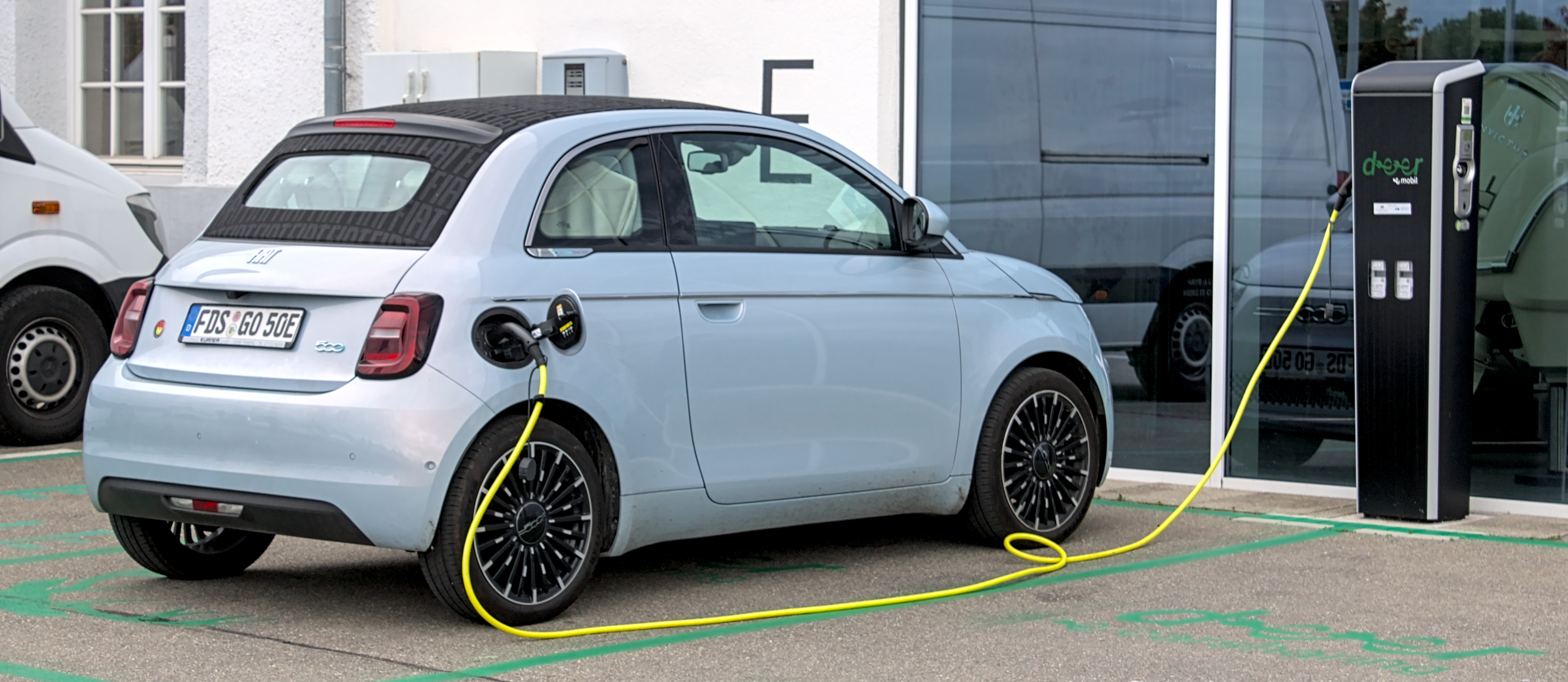
Зарядка автомобиля в Бёблингене